# 日本学
日本学（英語： 或 ）是研究日本语言、文化、历史、政治乃至於經濟等等内容之学科。日本学的源头可以追溯到江户时代在长崎出岛的荷兰人。萨道义和弗雷得里克·迪金斯等人在1872年於横滨成立日本亚洲学会是一項重要的推进，令這門學科發展成受國際重視的學科。

## 大中華區主要學術教學及研究機構
- 國立臺灣大學設有日本研究中心與日本語文學系。該中心編輯臺大出版中心發行的「日本學研究叢書」，本叢書為臺灣學術機構首次以日文出版的專書系列。以人文與社會科學(法律、政治、經濟、社會學)對話，以建構及發展新學術領域「國際日本學」為目標。除日本之外，重視中國、韓國等東亞國家如何看日本，從周邊看日本研究的視野。並設有「日本研究學程」供大學部或碩士班學生修讀，帶領學生探究區域研究之特質，以求培育全方位的日本研究人才。
- 北京外国语大学设有北京日本学研究中心。
- 香港中文大學、香港大學提供日本研究課程。
- 東吳大學外國語文學院設有日本語文學系，提供學士、碩士及博士學程，教學注重日語文法、發音及寫作，但亦提供文學、歷史、地理及現勢等人文社會課程。
- 國立政治大學設有「當代日本研究中心」與「日本研究碩士學位學程」。日本研究碩士學位學程隸屬於國立政治大學國際事務學院。與一般日本語文學系不同的是，該學程以政治與經濟為主要研究方向。
- 國立中山大學設有「日本研究中心」，隸屬於國立中山大學社會科學院。
- 國立臺北大學設有「日本研究中心」，無隸屬特定學院，首任主任為當代公共政策學者張四明。